# 丹尼斯·埃韦贝里
丹尼斯·埃韦贝里（瑞典語：Dennis Everberg，1991年12月31日—），瑞典男子冰球运动员。他曾代表瑞典参加2018年和2022年冬季奥林匹克运动会冰球比赛，分别获得第五名和第四名。